# Arun (rivier in Engeland)
De Arun is een 60 km lange rivier in het graafschap West Sussex in de Engelse regio Zuidoost-Engeland. De rivier is de langste rivier volledig gelegen binnen de grenzen van het historische graafschap Sussex.
De rivier stroomt door de heuvels en het nationaal park South Downs.
In het dal van de Arun ligt Arundel, een toeristisch stadje en civil parish in Sussex. In Arundel liggen onder meer de South Marsh Mill en het Arundel Museum aan de rivieroevers.
In Ford sluit het kanaal Portsmouth-Arundel met sluizen op de rivier aan. De rivier zorgt ook mee voor de waterhuishouding van het kanaal dat Ford met Portsmouth verbindt. Voor het traject van Ford naar Arundel wordt de rivier gebruikt.